# Шінгу (річка)
1°38′29″ пд. ш. 52°11′9″ зх. д. / 1.64139° пд. ш. 52.18583° зх. д.
Шінгу (порт. Xingu) — річка в Бразилії, права притока Амазонки.
Річка була практично невідома до 1884—1887 років, коли її дослідив Карл фон ден Штайнен. Подорожуючи близько 400 км на схід від міста Куяба, столиці штату Мату-Гросу, він знайшов річку Тамітатоаба, близько 60 м завширшки, що витікає з озера діаметром близько 40 км. Він спустився по цій річці до річки Ромеру, близько 400 м завширшки, у яку впадає інша велика річка, Колізу. Ці три річки формують Шінгу, або Парана-Шінгу, яка на 120 км нижче за течією проходить через довгу (650 км) серію порогів, та ще нижче, за 175 км від гирла, водоспад Ітамарака. Біля гирла, Шінгу розливається у величезне озеро, води якого змішуються з водами Амазонки через лабіринти, природні канали, що утворюють великий зарослий лісом архіпелаг.
У басейні річки в кінці 1950-х років бразильський уряд створив перший «індіанський парк» або резервацію в Бразилії. На його території мешкають чотирнадцять племен, які ведуть спосіб життя подібний до їх предків, отримуючи з річки більшість потрібної їм їжі та води. Проте цим землям і річці загрожують безконтрольна вирубка лісів переселенцями з інших районів Бразилії, які розвивають тут скотарство і сільське господарство, що поширюються навколо парку. Крім того, на річці Кулуене, головнішій притоці Шінгу, була споруджена гідроелектростанція.

## Дивись також
- ГЕС Белу Монті